# Pic de Guadeloupe
Vous lisez un « article de qualité » labellisé en 2019.
Melanerpes herminieri
Espèce
Synonymes
- Picus herminieri Lesson, 1830 (protonyme)
- Linneopicus herminieri (Lesson, 1830)

Répartition géographique
Statut de conservation UICN

 LC  : Préoccupation mineure
Le Pic de Guadeloupe (Melanerpes herminieri) ou Tapeur est une espèce d'oiseaux de la famille des Picidae appartenant au genre Melanerpes.
Espèce endémique et sédentaire de l'archipel de la Guadeloupe dans les Petites Antilles, ce pic forestier de taille moyenne, au plumage monomorphique entièrement noir avec des reflets rouges à violets sur le ventre, vit principalement dans les zones de la forêt tropicale humide de l'île mais s'adapte également, sous la pression de l'urbanisation, à des milieux forestiers plus ouverts de l'île. Oiseau solitaire et monogame durant la période de reproduction, il niche dans des trous qu'il creuse grâce à son puissant bec droit dans le tronc des arbres morts (principalement des cocotiers) où la femelle pond de trois à cinq œufs qui sont incubés durant quinze jours avant l'éclosion des oisillons, puis assure leur nourrissage au nid pendant environ un mois. Les juvéniles restent auprès des parents pour une longue période d'apprentissage avant de prendre leur autonomie. Les Pics de Guadeloupe sont principalement insectivores, bien qu'ils se nourrissent également de deux sortes de petits vertébrés (une grenouille arboricole et une espèce d'anolis endémique) et consomment une grande variété de fruits saisonniers.
Espèce longtemps considérée comme « quasi menacée » selon l'UICN en raison de son endémisme, de la prédation de ses œufs et de ses nids par les rats noirs, de ses effectifs totaux relativement faibles et des spécificités de l'archipel (topographie des îles, fragmentation de l'habitat et urbanisme), elle est repassée à une évaluation de « préoccupation mineure » en juillet 2019. Si le Pic de Guadeloupe semble relativement protégé sur l'île de Basse-Terre, l'état de ses populations sur Grande-Terre — où pèsent des risques d'extinction — est nettement plus préoccupant. Il est devenu l'un des emblèmes de la faune guadeloupéenne qui se rencontre désormais assez facilement dans le parc national de la Guadeloupe.

## Taxinomie
Décrit en 1830 par René Primevère Lesson dans le genre Picus, le Pic de Guadeloupe prend son nom scientifique de Melanerpes herminieri en 1951 (travaux du père Robert Pinchon et de Marcel Bon-Saint-Côme) en hommage au naturaliste Félix Louis L'Herminier (1779-1833), personnalité importante de la Guadeloupe et auteur de nombreux ouvrages sur les oiseaux entre 1827 et 1844. Le nom du genre Melanerpes vient du grec melas signifiant « noir » et herpēs signifiant « grimpeur ». Localement, il est appelé Tapeur, Tapé ou Toto bwa, Toc-toc en créole guadeloupéen.
Il a été envisagé quelque temps comme un genre monotypique, appelé Linneopicus, avant d'être définitivement associé au genre Melanerpes. Membre des vingt-quatre espèces qui composent le genre, il est possible qu'il ait évolué à partir du Pic de Porto Rico (Melanerpes portoricensis) durant le Pléistocène, lui-même dérivant phylogénétiquement du Pic à tête rouge (Melanerpes erythrocephalus) présent exclusivement sur le continent nord-américain,,.
Cependant, la phylogénie du genre Melanerpes est celle qui est la moins connue parmi la famille des Picidae dont la divergence en trois sous-familles — Jynginae, Picumninae et Picinae (à laquelle appartient Melanerpes) — date d'il y a 30 à 20 millions d'années, à l'Oligocène ou au Miocène inférieur.

## Répartition et habitat
| \| Zone Nord-Ouest Zone Est Zone Sud-Est \| Zones de plus fortes densités de présence du pic en Guadeloupe, d'après Pascal Villard et al. (1998 et 2008). |
| Zone Nord-Ouest Zone Est Zone Sud-Est |

Melanerpes herminieri est, depuis l'extinction sur l'île au XVIIIe siècle des Psittacidae (Aratinga labati et l'Amazone de la Guadeloupe (Amazona violacea)), la seule espèce d'oiseaux endémique de la Guadeloupe, ainsi que désormais la seule espèce de pics rencontrée dans les Petites Antilles,,. C'est aussi l'une des cinq espèces animales endémiques de la Guadeloupe, avec deux espèces de chauve-souris forestières et deux espèces de grenouilles.
L'espèce est présente sur l'île principale depuis le niveau de la mer jusqu'à la limite supérieure des arbres, vers 1 000 m d'altitude, mais est historiquement plus présente sur la Basse-Terre, avec une préférence pour la côte Est de l'île, que sur la Grande-Terre ; elle est en revanche totalement absente de toutes les dépendances de la Guadeloupe.
Espèce exclusivement sédentaire, le pic de Guadeloupe se répartit dans pratiquement tous les types forestiers de l'île (forêt semi-décidue sur sols volcaniques — à Basse-Terre — et calcaires — à Grande-Terre —, forêt tropicale humide à Basse-Terre, mangrove et forêt inondable), de manière cependant hétérogène : il est principalement présent à Basse-Terre, dans les zones de forêt tropicale humide qui regroupent, en 1998, plus de 70 % de la population totale de l'espèce en Guadeloupe, et à 5 % dans ses zones décidues, tandis que les forêts décidues de la Grande-Terre accueillent environ 20 % de la population et la zone de mangrove et de marais au centre de l'archipel les 5 % restants.
En 2008, une étude de l'avifaune guadeloupéenne a montré la présence du Pic de Guadeloupe dans toutes les zones du parc national de la Guadeloupe, avec toujours une préférence pour le massif ombrophile situé sur la côte Est de l'île (Côte-au-vent) ainsi que la zone Nord-Ouest vers Deshaies (nord de la Côte-sous-le-vent). L'espèce semble avoir de plus colonisé les monts Caraïbes, à la pointe sud de la Basse-Terre, entre 1998 et 2007. Globalement en 2008, la Basse-Terre accueille 75 % de la population des pics de l'archipel et la Grande-Terre 25 %. C'est un oiseau territorial — mais pas particulièrement agressif envers ses congénères, avec lesquels il interagit peu — qui a besoin d'un territoire de deux à cinq hectares par couple pour vivre, voire de dix hectares dans la pointe sud de la Grande-Terre, plus aride.

## Description

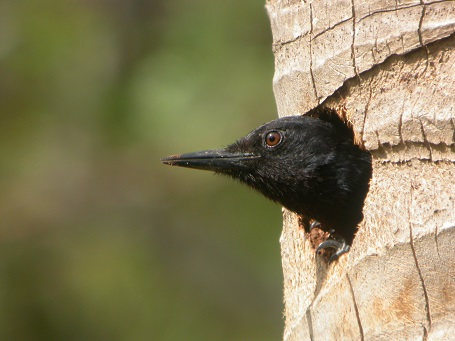
Pic de Guadeloupe à l'entrée de son nid.

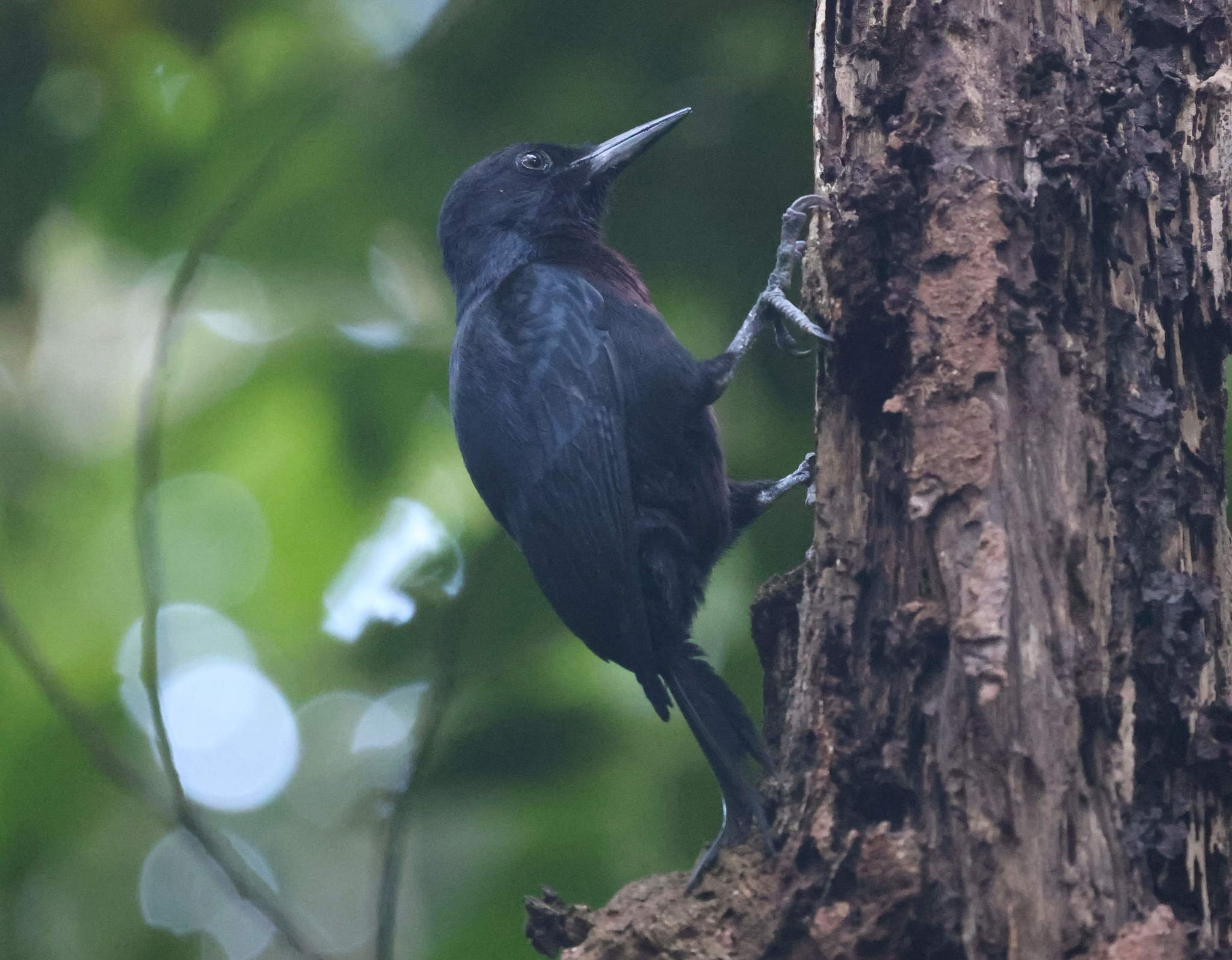
Pic de Guadeloupe.

Le Pic de Guadeloupe est une espèce de pics de taille moyenne, robuste, mesurant 26 à 28 cm de longueur pour un poids compris entre 86 et 97 g chez les mâles contre 69 à 78 g chez les femelles,. Très spécifiques dans leur apparence au sein de leur genre, le mâle et la femelle sont les seuls de tous les Melanerpes à ne pas présenter de dimorphisme sexuel marqué au niveau de leur plumage,, : ils sont entièrement noirs, avec des reflets graduels allant du rouge-foncé au bordeaux sur le plumage ventral, bleu-foncé sur le dos et bleu-métallique sur le bout des ailes (faisant chez le mâle en moyenne 13,5 cm de longueur pour une envergure de 42,5 cm contre 40,5 cm chez la femelle). Il est possible que la coloration noire du Pic de Guadeloupe soit un avantage pour sécher par exposition au soleil et lutter contre l'humidité, et que les plumes noires soient plus résistantes à l'abrasion, mais aucune explication définitive n'est à ce jour avancée par la communauté scientifique. De plus, ce pic est un animal qui ne vit pas en colonie ni en groupe, ce qui est un trait de comportement social souvent associé à un monomorphisme au niveau du plumage.
Les pattes — constituées de quatre doigts en disposition zygodactile — sont de couleur gris-vert à gris-bleu, puissantes, aux serres très développées et décourbées pour la préhension de l'écorce par le seul bout de la griffe, ce qui représente une adaptation à la vie exclusivement arboricole sur les troncs et les branches. Les yeux ont 6 mm de diamètre (pupille de 2 mm) avec des iris brun-foncé. Le bec, entièrement noir, est environ 15 à 20 % plus long et plus robuste chez le mâle, ; c'est le critère principal de reconnaissance du sexe des individus : la taille du bec de la femelle est égale à celle de sa tête tandis que celle du mâle est distinctement plus longue.

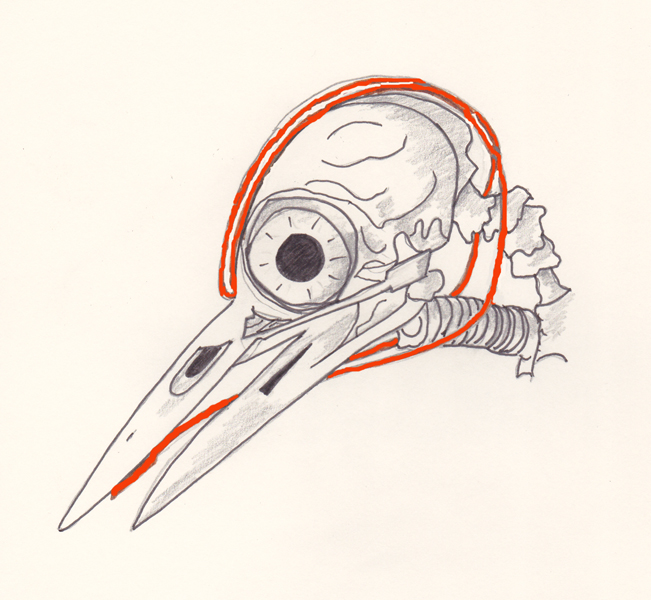
Crâne d'un Picinae, montrant (en rouge) l'élongation et les attaches de l'appareil hyoïdien, formant à son extrémité la langue de l'oiseau.

Comme pour tous les pics, espèces adaptées au perçage du bois, les narines sur le culmen possèdent de petites plumes pour protéger la respiration ainsi que des glandes à mucus pour piéger les poussières. Le muscle protracteur ptérygoïdien, très développé chez les pics, joue un rôle central dans l'adaptation à l'absorption des chocs en désolidarisant le bec (qui peut bouger de manière latérale) du crâne afin de minimiser la transmission de l'énergie cinétique au cerveau et aux yeux ; à cela s'ajoute un os ptérygoïde très spécifique chez les Picidae par rapport aux autres oiseaux. De plus, ils présentent un tissu spongieux spécifique entre les os du crâne (fortement ossifié, notamment au niveau du septum interorbital fortement développé) et le bec, avec un déplacement de l'attache de la grande corne de l'os hyoïde à l'os carré ainsi qu'un sternum et un bréchet renforcés. Pris ensemble, tous ces éléments maximisent la dissipation de l'énergie et l'amortissement des chocs pour l'oiseau lors des percussions. Enfin, la longue langue très spécifique des Picidae — entièrement cylindrique et mesurant environ deux fois la taille de son bec — est le résultat d'une évolution particulière de l'appareil hyoïdien avec deux parties : l'une osseuse à l'extrémité est munie de petits crochets, l'autre cartilagineuse s'allonge remarquablement sous l'action d'un muscle branchiomandibulaire (qui s'attache sur la branche de la mandibule) dédoublé — s'ancrant sur la partie antérieure à la base du culmen, entourant le crâne par l'arrière avec ses deux branches, descendant de chaque côté de la colonne vertébrale, de l'œsophage et du larynx — qui pousse les cornes hyoïdes et la langue hors du bec,.
Les oiseaux juvéniles sont similaires aux adultes, mais avec un plumage plus terne et plus proche du brun foncé,. L'espérance de vie des individus est supérieure à cinq ans et la longévité estimée est de huit à dix ans.

## Comportement

### Alimentation
Le Pic de Guadeloupe adulte se nourrit essentiellement de termites, de fourmis, de larves, de myriapodes et d'arthropodes collectés à 90 % lors du percement des bois morts, ainsi que de fruits variés. En raison de la différence de taille de leurs becs, les mâles cherchent leurs proies préférentiellement sur les grosses branches et les troncs morts tandis que les femelles s'attachent plus aux branches, de surcroit à celles de faible section. Des études scientifiques réalisées sur un pic en captivité ont démontré que la pointe de la longue langue de l'oiseau est munie de crochets cornés, orientés vers l'arrière, enduits de salive qui lui permettent d'agripper et d'extraire des insectes des trous profonds dans le bois et non de les « harponner »,. Sa collecte de fruits se fait en général dans la canopée et le sommet des arbres, avec la possibilité qu'il a de se tenir à l'envers, la tête vers le sol, pour récolter un fruit, une drupe ou une baie difficile d'accès.
Il a été rapporté que le Pic de Guadeloupe peut de manière occasionnelle et opportuniste se nourrir d'un petit saurien, Anolis marmoratus, lui aussi endémique de l'archipel. De même, les femelles pics peuvent en période de reproduction consommer ponctuellement des carcasses de crabes pour un apport en calcium nécessaire à la production de la coquille de leurs œufs. En revanche, il n'a jamais été décrit que cette espèce se nourrissait du nectar des fleurs ou de la sève des arbres contrairement au Pic poignardé, endémique de Cuba.
Aucune étude précise de l'alimentation des pics (identification et quantité des insectes consommés) n'a pu être faite chez les adultes, en raison de leur vitesse de percement et de consommation des proies. Cependant, en période de nidification, des études ont permis de montrer que le régime alimentaire typique des oisillons — apporté par les parents à un rythme de cinq fois par heure — se compose essentiellement de grosses proies, allant de 20 à 40 mm (avec une moyenne de 22 mm). Si le Pic de Guadeloupe nourrit deux fois moins fréquemment sa nichée que le Pic de Jamaïque (dix fois par heure), les proies apportées sont deux à quatre fois plus grosses car l'espèce, contrairement à sa cousine jamaïcaine — dont la taille du bec est néanmoins identique —, ne les avale pas, ni ne les régurgite, mais les transporte dans son bec. Le régime est principalement constitué d'insectes de la classe des Orthoptera (à 44 %, principalement des sauterelles de l'espèce Tapalisca et des blattes de l'espèce Pelmatosilpha purpurascens), de larves (à 20 %, principalement de coléoptères — dont Scarabaeidae et Buprestidae — et de diptères) mais aussi de grenouilles arboricoles Eleutherodactylus martinicensis (à 11 %), de coléoptères adultes (à 10,5 %, des familles Curculionidae, Cerambycidae et Scarabaeidae), de lépidoptères (à 6,5 %) et de gastéropodes (à 3,2 %) ainsi que de fruits, principalement des genres Clusia (à 70 %), Eugenia ou Myrcia (à 16 %) ainsi que de morceaux de mangue (Mangifera indica),. En revanche, les adultes ne nourrissent pas leurs oisillons avec des fourmis ni avec des termites.
L'apport en eau des oiseaux se fait par la consommation de seize espèces de fruits saisonniers — dont ils recrachent les pépins et noyaux, après consommation de la pulpe, en secouant violemment la tête comme tous les pics —, les pics n'ayant été que très rarement observés en train de boire.
Les Pics de Guadeloupe utilisent des enclumes pour le découpage des plus grosses proies (telles que les grenouilles ou les anolis), le dépiautage des insectes et l'ouverture de graines ou de fruits durs. Ces enclumes sont en général les sommets de cocotiers dépourvus de palmes qui, de plus, constituent des zones de stockage de nourriture,.

### Reproduction
Oiseau solitaire pur, le Pic de Guadeloupe ne vit pas en colonie ni ne se regroupe. Monogame exclusif, sa période de reproduction s'étend de janvier à août, avec un pic en avril-juin — ce qui indique une absence de compétition dans la niche écologique de l'oiseau. Cependant, la période de reproduction est variable d'une année à l'autre, d'un couple à l'autre ainsi que d'année en année au sein d'un même couple avec pour facteur déterminant l'accès à une nourriture optimale qui dépend en Guadeloupe fortement des précipitations. Les parades amoureuses sont fortement similaires à celles des autres membres du genre Melanerpes : les individus se redressent, pointent leurs becs, se balancent en produisant des salutations verticales et déploient parfois leurs ailes en phase de rapprochement. Elles se concluent le plus souvent par l'offrande rituelle de nourriture à proximité du lieu de nidification. Des études ont montré que seuls 6 à 8 % des paternités d'oisillons étaient le fruit de relations hors du couple établi.

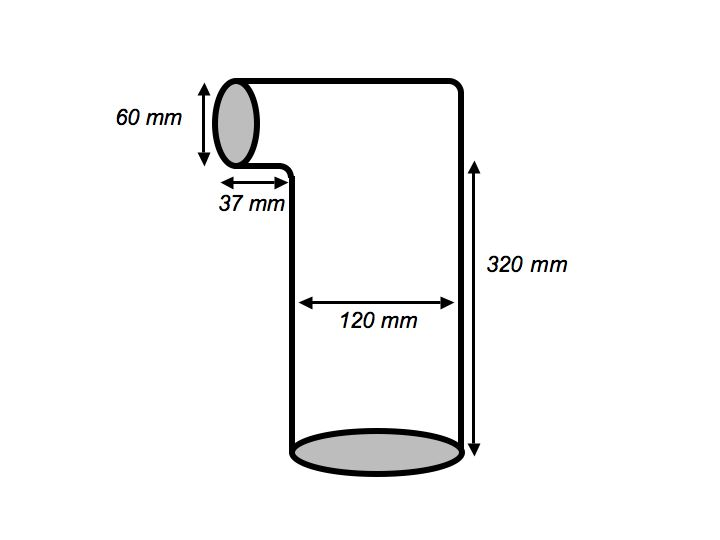
Schéma d'un nid de Melanerpes herminieri, avec les dimensions moyennes observées des sections, d'après Villard (1999).

L'espèce nidifie en général de 2 à 20 m du sol, dans des trous que les deux parents creusent ensemble dans les troncs des arbres — préférentiellement des cocotiers morts, moins fréquemment des branches mortes d'arbres décidus — choisis après plusieurs essais et tests en fonction de l'état du bois ; l'élaboration d'un nid dans un arbre vivant étant exceptionnelle car bien plus difficile à réaliser,. Creuser un nid de 30 cm de profondeur demande environ dix jours aux parents mais il est souvent utilisé sur deux années en fonction de l'état du bois. Le nid est tapissé de petits copeaux de bois et son occupation totale dure deux mois, incluant la couvaison et la période de nourrissage des oisillons.
La femelle pond de trois à cinq œufs, de couleur blanc-pur (il n'y a pas besoin de coloration et de camouflage pour des œufs couvés dans l'obscurité du nid), d'environ 3,5 g en moyenne, de forme elliptique (24,6 × 18,5 mm pour les tailles moyennes des deux axes). Le couple couve tour à tour les œufs durant les quinze jours d'incubation — qui démarre à la ponte du premier œuf et conduit donc à des éclosions asynchrones — mais seul le mâle en est responsable durant les nuits puis lorsque les oisillons sont petits,. Un couple élève jusqu'à trois jeunes au maximum (avec des différences notables entre les oisillons, le premier éclos étant très favorisé), les suivants ne survivant généralement pas. Dans l'obscurité du nid, les parents sont aidés pour le gavage des oisillons par un triangle blanc formé par le diamant (ou dent de délivrance) et les deux boutons graisseux blancs aux commissures de leurs becs. Les premières plumes apparaissent à quatorze jours.
Les jeunes oiseaux quittent le nid entre 33 et 37 jours après l'éclosion et vivent plusieurs mois auprès de leurs parents, formant des familles de pics, regroupant même parfois des oiseaux issus de deux nidifications successives (sans toutefois que les aînés aident au nourrissage des petits). Il semblerait que les juvéniles du Pic de Guadeloupe restent plus longtemps auprès de leurs parents que ceux des pics des zones tempérées en raison de l'absence de saison hivernale qui oblige à un apprentissage accéléré. Bien que, de ce fait, les chances de survie soient augmentées par une période d'apprentissage plus longue, seuls 10 % environ des œufs pondus aboutiront à un jeune adulte, avec à terme un taux de reproduction effectif inconnu.

### Vol et locomotion
Le vol du Pic de Guadeloupe est droit, sans ondulations (qui sont la conséquence d'une succession de battements et de chutes), constitué de nombreux battements d'ailes ressemblant à ceux du Pic de Lewis ou du Pic dominicain. L'espèce présente la particularité de ne pas survoler les étendues d'eau, ce qui limite ses déplacements entre les deux principales îles de la Guadeloupe — l'isthme central reliant Basse-Terre à Grande-Terre, large de seulement trois kilomètres et demi fortement urbanisés avec l'agglomération comprenant notamment Pointe-à-Pitre, Les Abymes, Baie-Mahault et l'aéroport international du Raizet, est bordé du Grand Cul-de-sac marin au Nord et du Petit Cul-de-sac marin au Sud, infranchissables pour l'oiseau — et explique son endémisme à l'archipel ainsi que son absence des dépendances guadeloupéennes que sont, notamment, La Désirade, Marie-Galante et les îles des Saintes où elle n'a jamais été observée, entendue, ni identifiée par ses nids.
Par ailleurs, contrairement à certaines autres espèces de pics des Caraïbes — le Pic de Jamaïque et le Pic d'Hispaniola —, le Pic de Guadeloupe ne pratique pas la chasse au vol.
Une autre caractéristique des pics, et en particulier du Pic de Guadeloupe, est son absence totale de localisation au sol ou près du sol. Le plus souvent présent dans la canopée, il ne se déplace que d'arbre en arbre, grâce à ses doigts zygodactyles adaptés pour grimper, dont le deuxième vers l'arrière est capable de se mettre en position latérale pour stabiliser la prise au tronc lors de l'escalade. Comme tous les pics, il s'aide de sa queue courte et puissante comme point d'appui sur le tronc pour sa propulsion vers le haut. Il ne descend en revanche pas la tête vers le bas, mais se laisse glisser le long des troncs.

### Vocalisation et sons
Oiseau de nature assez discrète, il se repère cependant facilement par les sons qu'il émet, notamment les frappes sonores caractéristiques qu'il produit lors des parades amoureuses, lors de ses activités de prédation dans les arbres et lors de l'excavation des troncs en période de nidification. Le Pic de Guadeloupe émet huit sons vocalisés et deux sons non vocalisés, :
- « kwa » ou « wa[20] », le principal son de reconnaissance entre individus afin de garder le contact et de reconnaître le sexe[20]. S'ils sont identiques dans leur forme, le son de la femelle est cependant plus aigu[41]. Ce dimorphisme au niveau des appels émis est l'une des caractéristiques de l'espèce ; les autres pics étant indiscernables entre mâles et femelles par leurs vocalisations[32] ;
- « kra » ou « ka » ou « chh-arghh[20] » ou « rarrrrr[19] », en série de trois à huit notes, un son d'excitation des adultes ou des juvéniles ;
- « tsii », émis par les oisillons pour mendier la nourriture, en même temps qu'un bourdonnement spécifique ;
- « tsi-sii », émis par les oisillons juste avant leur nourrissage ;
- « kay-kay-kay », émis lors de conflits territoriaux entre adultes ;
- « tra-tra-tra-tra », informant de l'arrivée d'un adulte au nid pour que l'autre cède la place ;
- « tray-tray-tray-tray », permettant aux adultes d'appeler les oisillons ou juvéniles pour les localiser ;
- le tambourinage mutuel fait par le couple à proximité de leur nid ;
- le tambourinage à haute fréquence — qui est le son le plus perceptible et reconnaissable du pic —, uniquement effectué par le mâle et consistant en un roulement moyennement puissant à puissant d'au moins onze coups réalisés en 1,3 s. Ce tambourinage de parade et de territorialité est très distinct de celui issu des activités de prédation et de percement des nids qui est pratiqué par les pics des deux sexes mais de manière six fois plus lente[41].

Le Pic de Guadeloupe est l'espèce qui pratique le plus le tambourinage au sein des Picidae des Caraïbes et insulaires en général. Par ailleurs ses appels sont les plus rauques produits par les membres du genre Melanerpes.

## Écologie et préservation

### Statut et menaces

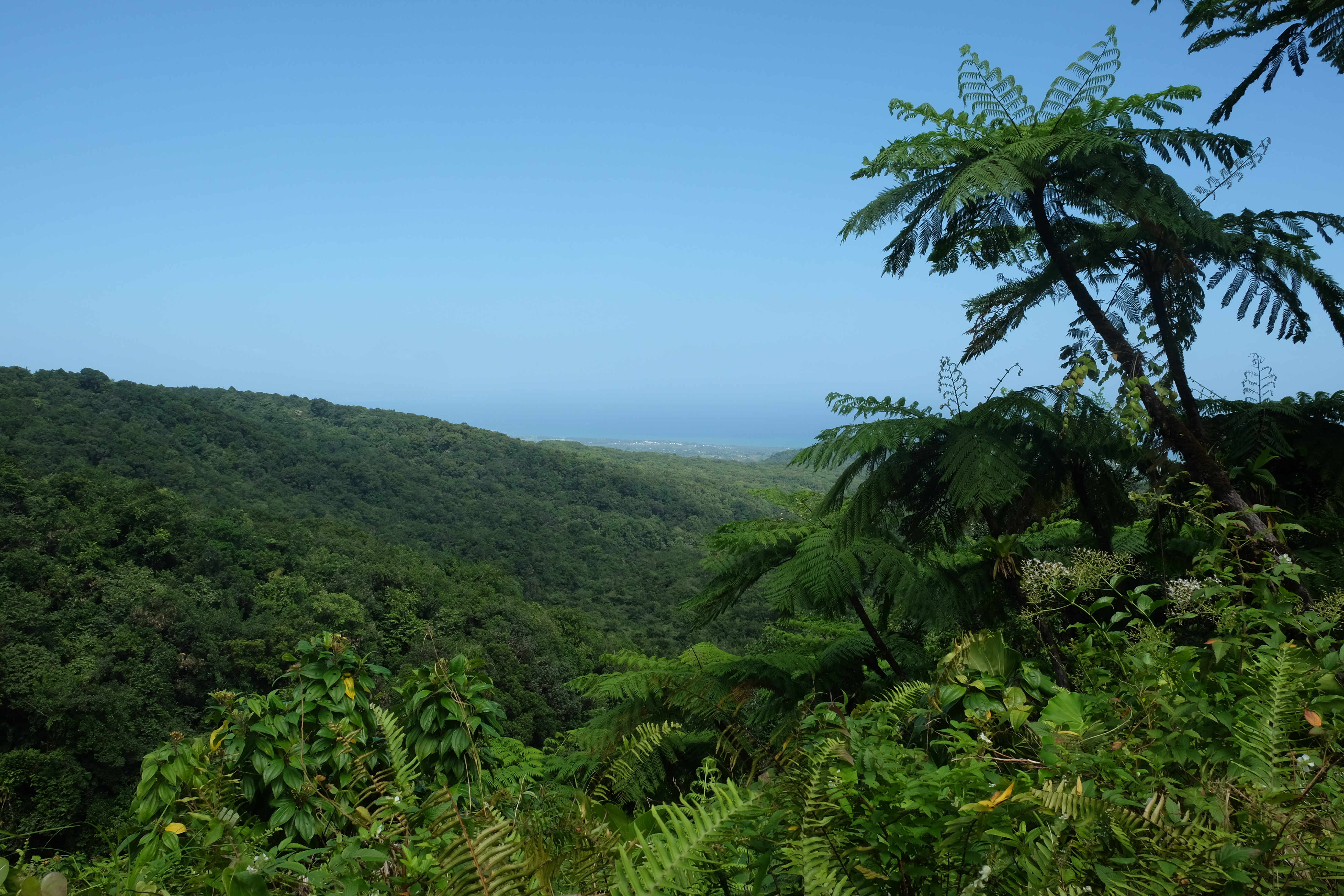
La forêt tropicale humide au Sud-Est de la Basse-Terre est l'habitat préférentiel du Pic de Guadeloupe.

Le Pic de Guadeloupe est classé par l'Union internationale pour la conservation de la nature (UICN) comme une espèce au statut de conservation de préoccupation mineure, depuis la dernière évaluation de l'espèce en juillet 2019.
Elle était auparavant classée quasi menacée depuis 2004 (date de la première évaluation), en raison de sa présence sur le seul archipel de la Guadeloupe et de sa population relativement réduite : environ 10 330±1 000 couples estimés en 1998, nombre réévalué à 19 527±3 769 en 2007 en raison d'une meilleure méthodologie de comptage et de définition des unités écologiques sans que cela reflète une augmentation réelle de leur population qui, selon les auteurs des deux études, est restée parfaitement stable sur la période considérée,. De plus, la réduction et la fragmentation de son habitat due à l'extension humaine et aux infrastructures (habitations, routes et aéroport) pèsent sur l'équilibre de sa population, tout particulièrement sur Grande-Terre où il risque l'extinction,. Ceci est particulièrement le cas dans les zones urbanisées de Pointe-à-Pitre, de Jarry, des Grands Fonds et du Nord Basse-Terre qui s'étendent, permettant de moins en moins la circulation des individus entre la Basse-Terre et la Grande-Terre par les corridors de végétation — l'espèce ne survolant pas les espaces non boisés ou les étendues d'eau —, et scindant de plus en plus leur population en deux groupes distincts présentant dorénavant un degré modéré de différenciation génétique,,,. La réduction poussée des populations d'oiseaux endémiques insulaires peut, à terme, conduire à un goulot d'étranglement pour leur diversité génétique et à un déclin de l'espèce par excès de consanguinité comme cela est le cas par exemple pour le Pic d'Okinawa ou le Pic de Fernandina, voire à sa disparition d'un territoire comme pour le Pic flamboyant (Colaptes auratus rufipileus) sur l'île Guadalupe en Basse-Californie,,.
De plus, la suppression du bois mort qui est essentiel à la survie de l'espèce, tant pour la nidification que pour l'alimentation, est un facteur aggravant, notamment à Grande-Terre où les Pics de Guadeloupe sont contraints de nicher dans des poteaux en bois de lignes téléphoniques et électriques ou dans des cocotiers vivants, tous deux difficilement excavables (moins de 20 % de succès).
Enfin, le passage des ouragans sur l'archipel a un fort impact négatif sur les populations d'oiseaux, en particulier sur celle du pic qui est fortement tributaire des cocotiers, comme ce fut le cas en septembre 1989 avec l'ouragan Hugo qui fit décroître les effectifs, notamment des juvéniles. Cependant, comme les cyclones laissent après leur passage de très nombreux sites potentiels de nidification dans les arbres et que le bois mort favorise le développement des proies du Pic de Guadeloupe. Le rebond des populations est en général rapide (environ cinq ans).

### Prédateurs
Outre les changements de leur environnement, l'autre menace majeure pour les Pics de Guadeloupe est la prédation de leurs œufs par les rats noirs — seuls rongeurs aux mœurs arboricoles, ils ont un impact négatif majeur sur les nichées — et leur compétition pour les mêmes lieux de nidification,,. Dans une moindre mesure, il existe aussi une prédation des adultes par les chats harets et domestiques et de façon très occasionnelle par les ratons laveurs tandis que les mangoustes ne semblent pas considérer le pic ni ses œufs comme des proies.

### Protection
L'espèce est interdite à la chasse depuis le décret du 30 avril 1954. Avec l'arrêté ministériel du 17 février 1989 (consolidé en 2013 et 2018) concernant une centaine d'espèces d'oiseaux en Guadeloupe, le Pic de Guadeloupe est intégralement protégé (oiseau vivant ou mort, œufs, nids) sur l'ensemble des territoires de l'archipel. À la suite des dernières études sur leur population et leur habitat réalisées en 2007, les ornithologues ont préconisé la création (reboisement ciblé) ou le maintien de corridors végétaux essentiels au centre de l'île et la pose de tronçons de cocotiers morts sur la Grande-Terre comme nichoirs artificiels.

## Représentations culturelles
Du fait de sa couleur entièrement noire, et des sons produits, cette espèce de pic a parfois été culturellement considérée en Guadeloupe comme un oiseau annonciateur de mauvais présages — qu'il soit vu ou simplement entendu — et a pu en conséquence être traité comme un nuisible, notamment par le bouchage des nids ou leur destruction en période de nidification.
En ce qui concerne les représentations, le Pic de Guadeloupe — devenu l'une des espèces emblématiques de l'île — est l'un des trois symboles du logo du zoo de Guadeloupe au Parc des Mamelles bien que ce parc zoologique n'en abrite pas dans ses collections.